# Quitman, Texas
Quitman är en stad i den amerikanska delstaten Texas med en yta av 4,8 km² och en folkmängd som uppgår till 2 030 invånare (2000). Quitman är administrativ huvudort i Wood County.

## Kända personer från Quitman
- Sissy Spacek, skådespelare